# Trasferimento di energia
Nell'ambito dei fenomeni di trasporto, il trasferimento di energia (o scambio di energia) è un particolare fenomeno fisico che consiste nel trasferimento di un certo quantitativo di energia tra un sistema e un altro. Tale energia può essere di diversi tipi (ad esempio: energia elettrica, energia termica, energia cinetica, energia chimica, energia luminosa, ecc.).
Sebbene il trasferimento di qualsiasi tipo di energia possa essere studiato in un'ottica generale nell'ambito dei fenomeni di trasporto, generalmente ciascun tipo di trasferimento di energia è studiato nel dettaglio all'interno di discipline differenti. Ad esempio, nel caso specifico del trasferimento di energia termica, si parla più specificatamente di "scambio di calore", studiato nell'ambito della termodinamica, mentre i fenomeni di trasferimento di energia elettrica corrispondono ad una generazione di corrente elettrica. La radice comune di tali fenomeni giustifica il fatto che ci siano molte analogie tra di essi e terminologie simili. Tali analogie si estendono anche allo scambio di materia (come nel caso dell'analogia tra circuiti idraulici e circuiti elettrici
).

## Trasferimento di energia tra due sistemi
Secondo il principio di conservazione dell'energia, in concomitanza di uno scambio di energia tra due sistemi, ciascuno dei due sistemi subisce una variazione di energia; in particolare, uno di tali sistemi subisce una variazione positiva (ovvero un incremento) di energia, mentre il secondo di tali sistemi subisce una variazione negativa (cioè un decremento) di energia.
Nell'ambito della termodinamica, il primo principio della termodinamica stabilisce che ciascuno dei due sistemi coinvolti nel trasferimento di energia subisce una variazione di energia che è pari alla somma algebrica del lavoro (svolto o assorbito) e del calore (generato o sottratto). Tale variazione, uguale in valore assoluto per entrambi i sistemi, ma opposta di segno, è pari all'energia scambiata.

### Generazione, conversione e trasferimento di energia
Nel caso in cui un sistema "generi" energia, in realtà in tale sistema avviene una conversione tra un tipo di energia e un altro. Ad esempio una pila "genera" energia elettrica convertendo l'energia chimica accumulata in energia elettrica.
Il trasferimento di energia avviene invece conservando il tipo di energia trasmessa, quindi senza conversione durante il trasferimento. Tale conversione può avvenire invece all'interno di uno o entrambi i sistemi coinvolti o al massimo all'interfaccia tra tali sistemi (ovvero nel mezzo di trasmissione). In accordo con il secondo principio della termodinamica che definisce il concetto di entropia, nei sistemi reali (ovvero non ideali), durante tale trasferimento di energia, una parte di essa è "dissipata", ovvero convertita in calore.